# اچ‌ام‌اس مارینر (۱۸۸۴)
اچ‌ام‌اس مارینر (۱۸۸۴) (به انگلیسی: HMS Mariner (1884)) یک کشتی بود که طول آن ۱۶۷ فوت (۵۱ متر) بود. این کشتی در سال ۱۸۸۴ ساخته شد.